# Czysty Kościół Chrystusa
Czysty Kościół Chrystusa – został założony w 1831 r. w Kirtland, w stanie Ohio przez Wycama Clarka, Northropa Sweeta i cztery inne osoby, którzy twierdzili, że Józef Smith jest fałszywym prorokiem. Zorganizowali kilka wspólnych spotkań, lecz wkrótce ich drogi się rozeszły a Kościół został rozwiązany.
Czysty Kościół Chrystusa został zorganizowany w 1831 roku w Kirtland w stanie Ohio przez Wycama Clarka, Northrop Sweeta i czterech innych, którzy twierdzili, że założyciel LDS, Józef Smith, był fałszywym prorokiem. Odbyli kilka spotkań i wkrótce się rozwiązali. Według przemówień wygłoszonych przez George'a A. Smitha, które zostały zarejestrowane w LDS Journal of Discourses, kościół ten nigdy nie miał więcej niż sześciu członków.